# Associazione Nuotatori Brescia
L'Associazione Nuotatori Brescia è un circolo italiano che si interessa di sport acquatici con sede a Brescia. Milita in Serie A1, la massima serie del campionato italiano maschile di pallanuoto. Fondata nel 1975, ha vinto due scudetti, 2 Coppe Italia e 4 Coppe LEN.

## Storia

Vecchio logo dell'associazione

Nasce nel 1973 e nel 1995 assume la denominazione di Leonessa Nuoto Pallanuoto. Nel 2007 cambia ancora nome diventando Brixia Leonessa Nuoto. Infine nel 2011, in seguito a una crisi societaria, riassume il vecchio nome di Associazione Nuotatori Brescia.
In ambito natatorio la società conobbe il massimo splendore a cavallo tra gli anni ottanta e gli anni novanta grazie alle numerose vittorie di Giorgio Lamberti nei 100, 200 e 400 metri stile libero sia in ambito nazionale sia europeo. Particolarmente famoso è il suo titolo mondiale di Perth e il record del mondo conquistato a Berlino nei 200 metri con il tempo di 1'46"69, rimasto imbattuto per dieci anni.
In ambito pallanuotistico i successi della società hanno una storia recente, venuti in seguito all'ingresso del gruppo Systema come sponsor principale.
Nel 2001 arriva per la prima volta nella sua storia in finale di Coppa LEN, ma viene sconfitta dal Mladost.
Trofeo che viene messo in bacheca in seguito, dato che in cinque anni, tra il 2002 e il 2006, la Systema Leonessa riesce a vincere tre Coppe LEN (battendo nelle finali la Pro Recco e Florentia in due derby tutti italiani ed i russi del Sintez Kazan).
Ottiene il suo primo titolo di Campione d'Italia nel 2003, battendo la Pro Recco, ed è finalista in Supercoppa Len.
Dal 2006 la squadra, accanto al solito Systema, ha un nuovo sponsor, quello di Pompea ed è finalista in Supercoppa Len.
Dal 2008 la squadra prende il nome di Brixia Leonessa Brescia o Brixia Pompea Leonessa.
Nel 2008 raggiunge per la seconda volta la finale scudetto, ma la perde contro la Pro Recco.
Nel 2009 la squadra ritorna ad essere sponsorizzata dalla Systema.
Nel 2011 raggiunge per la prima volta la finale di Coppa Italia, ma la perde contro i detentori del titolo della Pro Recco; nel 2012 si prende la rivincita conquistando il trofeo.
Nello stesso anno ottiene la terza finale scudetto, sempre contro i liguri, ma viene sconfitta.
Sfida e risultato che si ripeteranno altre 7 volte, nelle finali degli anni successivi.
Nel 2014 ottiene il 5º posto in Champions League, risultato conseguito nuovamente anche nell'edizione 2017. Dal 2014 al 2022 è finalista in Coppa Italia sempre contro i liguri.
Nel 2014 entrano a far parte dell'organico AN altre due squadre bresciane di pallanuoto: il Waterpolo Brescia (precedentemente militante in Serie A2 maschile, fondata nel 1999 come Pallanuoto Brescia) e il Millennium Sport&Fitness di Serie B femminile, che viene completamente integrata nel reparto femminile della società.
Nel 2016 ottiene la quarta vittoria della Coppa LEN, battendo i russi del Sintez Kazan, diventando così il club con il maggior numero di successi in tale manifestazione, ed è finalista in Supercoppa Len.
Nel 2021 ottiene il suo secondo scudetto, battendo in Gara 4 la Pro Recco con una serie di 3-1. Ottiene inoltre il 3º posto in Champions League, ad oggi il miglior piazzamento internazionale nella storia dell'AN, nella massima competizione a squadre per club europei.
Nella stagione 2021-2022 perde la finale scudetto contro la Pro Recco (in serie 1-2 a favore dei liguri) che realizza ancora una volta il triplete, vincendo campionato, coppa di lega e Champions League nella medesima stagione.
Nella stagione 2022-2023 è, per la prima volta dopo nove anni, sconfitta in semifinale di Coppa Italia, dai siciliani dell'Ortigia, che perderanno in finale contro la Pro Recco. Al termine della Regular Season è nuovamente seconda in campionato alle spalle dei rivali liguri: le due squadre si affrontano per la dodicesima volta consecutiva come pretendenti del titolo italiano, con la Pro Recco che si imporrà nella finale scudetto.
Nella stagione 2023-2024 conquista la seconda Coppa Italia della sua storia, battendo in finale la Pro Recco 16-15 ai tiri di rigore.

## Palmarès

### Trofei nazionali
- Campionato italiano: 2

2002-03, 2020-21
- Coppe Italia: 2

2011-12, 2023-24
- Trofeo del Giocatore: 1

2023

### Trofei internazionali
- LEN Euro Cup: 4

2001-02, 2002-03, 2005-06, 2015-16

## Organico

### Rosa 2025-2026
| N° |                   | Ruolo | Giocatore                 |
| -- | ----------------- | ----- | ------------------------- |
|    | Italia (bandiera) | P     | Tommaso Baggi Necchi      |
|    | Italia (bandiera) | P     | Francesco Massenza Milani |
|    | Italia (bandiera) | P     | Pietro Borsarini          |
|    | Italia (bandiera) | D     | Niccolò Gitto             |
|    | Italia (bandiera) | D     | Vincenzo Dolce            |
|    | Italia (bandiera) | A     | Stefano Guerrato          |
|    | Italia (bandiera) | A     | Francesco Faraglia        |

| N° |                      | Ruolo | Giocatore            |
| -- | -------------------- | ----- | -------------------- |
|    | Italia (bandiera)    | A     | Filippo Ferrero      |
|    | Italia (bandiera)    | A     | Jacopo Alesiani      |
|    | Argentina (bandiera) | A     | Mateo Giri           |
|    | Italia (bandiera)    | A     | Nicolò Casanova      |
|    | Italia (bandiera)    | CB    | Mario Del Basso      |
|    | Italia (bandiera)    | CB    | Tommaso Gianazza     |
|    | Italia (bandiera)    | CV    | Alessandro Balzarini |

### Staff
- Allenatore: Alessandro Bovo
- Direttore sportivo: Edvin Calderara
- Viceallenatore: Enrico Oliva
- Addetto stampa: Lorenzo Marini
- Medico sociale: Fabio Faiola
- Nutrizionista: Ilaria Cancarini
- Speaker: Simone Gazzoli